# 根津
根津（日语：／ Nezu */?）是東京都文京區的町名。現行行政地名為根津一丁目與根津二丁目。2013年（平成25年）8月1日為止的居住人口有6,105人。郵遞區號為113-0031。

## 地理
町內有根津神社、東京地下鐵千代田線根津站。

### 愛稱
台東區的谷中、文京區的根津與千駄木附近充滿下町情懷的地域，合稱谷根千（やねせん）。

## 歷史
元為根津神社（舊名根津權現）與門前町、德川綱重屋敷地，綱重屋敷地後成為旗本居住區。門前町的岡場所稱根津遊廓，明治時代因近鄰東京帝國大學，1888年遊郭群強制遷移至洲崎，過去歡樂街的氣息逐漸消逝。1965年（昭和40年）4月1日實施住居表示，根津須賀町、根津清水町、根津藍染町、根津片町、根津八重垣町、根津宮永町、根津西須賀町全部與向丘彌生町一部分合併為現行的「根津」。

### 地名由來
古時為忍岡、向岡與海的交界（付け「根」），加上此地的碼頭（「津」），結合兩者形成地名。

## 備註
1. ↑  『角川日本地名大辞典 13 東京都』、角川書店、1991年再版、P991
2. ↑  .   [2013-08-07]. （原始内容存档于2013-05-13）.
3. ↑  石川雄一郎. . 農山漁村文化協会. 1991年: 52ページ. ISBN 9784540910715.

## 外部連結
- 文京區網站 （页面存档备份，存于）